# Chromatomyia blackstoniae
Chromatomyia blackstoniae är en tvåvingeart som beskrevs av Spencer 1990. Chromatomyia blackstoniae ingår i släktet Chromatomyia och familjen minerarflugor.
Artens utbredningsområde är Irland. Inga underarter finns listade i Catalogue of Life.